# Paragia praedator
Paragia praedator är en stekelart som beskrevs av Henri Saussure 1855. Paragia praedator ingår i släktet Paragia och familjen Masaridae. Inga underarter finns listade i Catalogue of Life.